# Wake Up (canção de The Vamps)
"Wake Up" é uma canção da banda de pop e pop rock britânica The Vamps. Foi lançada em 2 de outubro de 2015 como o primeiro single de seu segundo álbum de estúdio homônimo (2015).

## Videoclipe
Um videoclipe dirigido por Frank Borin foi lançado em 5 de outubro de 2015. Ele contém The Vamps e a estreia de Brooklyn Beckham como ator.

## Lista de faixas
- Download digital[3]

1. "Wake Up" – 3:12

- EP digital e CD1[4][5]

1. "Wake Up" (Acoustic Version) – 4:04
2. "Stay Here" – 3:51
3. "Risk It All" (Live) – 5:30
4. "Burn" – 3:38
5. "Wake Up" (Spanish Version) – 3:12

- CD2[6]

1. "Wake Up" – 3:12
2. "Boy Without a Car" – 3:29

- Download digital – Versão estendida[7]

1. "Wake Up" (Extended Version) – 5:21

## Desempenho comercial
| Tabela (2015)                                 | Melhor posição |
| --------------------------------------------- | -------------- |
| Australia (ARIA)                              | 65             |
| Bélgica (Ultratip Bubbling Under de Flandres) | 10             |
| Bélgica (Ultratop 50 da Valônia)              | 47             |
| França (SNEP)                                 | 88             |
| Irlanda (IRMA)                                | 46             |
| Escócia (Scottish Singles Chart)              | 3              |
| Reino Unido (UK Singles Chart)                | 12             |